# Championnat de Belgique de dames
Le championnat de Belgique de dames est une compétition organisée chaque année depuis 1932 par la Fédération Belge de dames.

## Podiums
| Année | Médaille d'or       | Médaille d'argent     | Médaille de bronze  |
| ----- | ------------------- | --------------------- | ------------------- |
| 1932  | Jean Schwank        | Georges Havaert       | Arthur Vandenberghe |
| 1933  | Georges Havaert     | Joseph Demesmaecker   | Frans Anthonissen   |
| 1934  | Joseph Demesmaecker | Pol De Lodder         | A. Noel             |
| 1935  | Léon Vaessen        | Frans Claessens       | Karel Bordon        |
| 1936  | Léon Vaessen        | Georges Havaert       | Karel Bordon        |
| 1937  | Karel Bordon        | Georges Havaert       | Léon Vaessen        |
| 1938  | Frans Claessens     | Georges Havaert       | Pauwels             |
| 1939  | Karel Bordon        | Frans Claessens       | Jeau Croteux        |
| 1946  | Léon Vaessen        | Oscar Verpoest        | Karel Bordon        |
| 1947  | Oscar Verpoest      | Joseph Demesmaecker   | Léon Vaessen        |
| 1948  | Joseph Demesmaecker | Oscar Verpoest        | Léon Vaessen        |
| 1949  | Oscar Verpoest      | Joseph Demesmaecker   | Léon Vaessen        |
| 1950  | Léon Vaessen        | Oscar Verpoest        | Jeau Croteux        |
| 1951  | Oscar Verpoest      | Léon Vaessen          | Maurice Verleene    |
| 1952  | Oscar Verpoest      | Léon Vaessen          | Georges Havaert     |
| 1953  | Oscar Verpoest      | Joseph Demesmaecker   | Théo Goyaerts       |
| 1954  | Oscar Verpoest      | Hugo Verpoest         | Jeau Croteux        |
| 1955  | Oscar Verpoest      | Joseph Demesmaecker   | Léon Vaessen        |
| 1956  | Oscar Verpoest      | Hugo Verpoest         | Léon Vaessen        |
| 1957  | Hugo Verpoest       | Léon Vaessen          | Joseph Demesmaecker |
| 1958  | Oscar Verpoest      | Hugo Verpoest         | Léon Vaessen        |
| 1959  | Oscar Verpoest      | Hugo Verpoest         | Léon Vaessen        |
| 1960  | Hugo Verpoest       | Antoine Slaby         | Léon Vaessen        |
| 1961  | Hugo Verpoest       | Léon Vaessen          | Antoine Slaby       |
| 1962  | Maurice Verleene    | Joseph Demesmaecker   | Antoine Slaby       |
| 1963  | Hugo Verpoest       | Antoine Slaby         | Joseph Demesmaecker |
| 1964  | Hugo Verpoest       | Maurice Verleene      | Frans Claessens     |
| 1965  | Hugo Verpoest       | Jeau Croteux          | Léon Vaessen        |
| 1966  | Hugo Verpoest       | Joseph Demesmaecker   | Oscar Verpoest      |
| 1967  | Hugo Verpoest       | Maurice Verleene      | Oscar Verpoest      |
| 1968  | Hugo Verpoest       | Oscar Verpoest        | Roger Kleinmann     |
| 1969  | Oscar Verpoest      | Léon Vaessen          | Frans Claessens     |
| 1970  | Hugo Verpoest       | Oscar Verpoest        | Antoine Slaby       |
| 1971  | Hugo Verpoest       | Oscar Verpoest        | Antoine Slaby       |
| 1972  | Oscar Verpoest      | Roger Kleinmann       | Hugo Verpoest       |
| 1973  | Hugo Verpoest       | Oscar Verpoest        | Gregoire Michel     |
| 1974  | Hugo Verpoest       | Oscar Verpoest        | Roger Kleinmann     |
| 1975  | Oscar Verpoest      | Hugo Verpoest         | Frans Claessens     |
| 1976  | Oscar Verpoest      | Hugo Verpoest         | Frans Claessens     |
| 1977  | Oscar Verpoest      | Hugo Verpoest         | Gregoire Michel     |
| 1978  | Hugo Verpoest       | Oscar Verpoest        | Gregoire Michel     |
| 1979  | Hugo Verpoest       | Gregoire Michel       | Oscar Verpoest      |
| 1980  | Hugo Verpoest       | Gregoire Michel       | Danny Verschueren   |
| 1981  | Hugo Verpoest       | Oscar Verpoest        | Bernard Lemmens     |
| 1982  | Hugo Verpoest       | Oscar Verpoest        | Bernard Lemmens     |
| 1983  | Oscar Verpoest      | Hugo Verpoest         | Theo Willems        |
| 1984  | Oscar Verpoest      | Stephan Michiels      | Hugo Verpoest       |
| 1985  | Patrick Casaril     | Hugo Verpoest         | Danny Verschueren   |
| 1986  | Patrick Casaril     | Oscar Verpoest        | Hugo Verpoest       |
| 1987  | Bernard Lemmens     | Oscar Verpoest        | Fernand Marini      |
| 1988  | Stephan Michiels    | Bernard Lemmens       | Oscar Verpoest      |
| 1989  | Oscar Verpoest      | Hugo Verpoest         | Stephan Michiels    |
| 1990  | Stephan Michiels    | Patrick Casaril       | Oscar Verpoest      |
| 1991  | Oscar Verpoest      | Patrick Casaril       | Georges Hübner      |
| 1992  | Paul Nitsch         | Georges Hübner        | Danny Verschueren   |
| 1993  | Bernard Lemmens     | Paul Nitsch           | Stephan Michiels    |
| 1994  | Stephan Michiels    | Patrick Casaril       | Bernard Lemmens     |
| 1995  | Patrick Casaril     | Georges Hübner        | Danny Verschueren   |
| 1996  | Rudi Claes          | Georges Hübner        | Ronald Schalley     |
| 1997  | Georges Hübner      | Patrick Casaril       | Bernard Lemmens     |
| 1998  | Ronald Schalley     | Georges Hübner        | Yves Vandeberg      |
| 1999  | Georges Hübner      | Ronald Schalley       | Yves Vandeberg      |
| 2000  | Bernard Lemmens     | Ronald Schalley       | Georges Hübner      |
| 2001  | Marc De Meulenaere  | Yves Vandeberg        | Bryan Wollaert      |
| 2002  | Marc De Meulenaere  | Ewa Schalley -Minkina | Ronald Schalley     |
| 2003  | Ronald Schalley     | Patrick Casaril       | Georges Hübner      |
| 2004  | Ronald Schalley     | Bernard Lemmens       | Yves Vandeberg      |
| 2005  | Ronald Schalley     | Yves Vandeberg        | Bryan Wollaert      |
| 2006  | Bernard Lemmens     | Bryan Wollaert        | Stephan Michiels    |
| 2007  | Ronald Schalley     | Patrick Casaril       | Rudi Claes          |
| 2008  | Bernard Lemmens     | Bryan Wollaert        | Marc De Meulenaere  |
| 2009  | Patrick Casaril     | Marc De Meulenaere    | Jimmy Depaepe       |
| 2010  | Marc De Meulenaere  | Yves Vandeberg        | Eric Conrad         |
| 2011  | Bernard Lemmens     | Ronald Schalley       | Anthon Hanssens     |
| 2012  | Ronald Schalley     | Anthon Hanssens       | Bernard Lemmens     |
| 2013  | Patrick Casaril     | Ewa Schalley          | Jens Dekimpe        |
| 2014  | Jimmy Depaepe       | Ewa Schalley          | Ronald Schalley     |
| 2015  | Ronald Schalley     | Marc De Meulenaere    | Patrick Casaril     |
| 2016  | Ronald Schalley     | Jimmy Depaepe         | Ewa Schalley        |
| 2017  | Bryan Wollaert      | Ronald Schalley       | Hein De Cokere      |
| 2018  | Hein De Cokere      | Ewa Schalley          | Ronald Schalley     |
| 2019  | Ewa Schalley        | Keita Desmet          | Ronald Schalley     |
| 2020  | Hein De Cokere      | Stijn Kindt           | Jim Depaepe         |
| 2022  | Keita Desmet        | Ronald Schalley       | Ewa Schalley        |
| 2023  | Keita Desmet        | Marc De Meulenaer     | Jim Depaepe         |
| 2024  | Kenny Le Roy        | Keita Desmet          | Ewa Schalley        |
| 2025  | Ewa Schalley        | Kenny Le Roy          | Michiels Stephan    |